# Гатри (Оклахома)
Гатри (енгл. Guthrie) град је у америчкој савезној држави Оклахома.

## Демографија
По попису из 2010. године број становника је 10.191, што је 266 (2,7%) становника више него 2000. године.
| Група             | 2000.         | 2010.         |
| Белци             | 7.393 (74,5%) | 7.542 (74,0%) |
| Афроамериканци    | 1.565 (15,8%) | 1.365 (13,4%) |
| Азијати           | 42 (0,4%)     | 45 (0,4%)     |
| Хиспаноамериканци | 376 (3,8%)    | 465 (4,6%)    |
| Укупно            | 9.925         | 10.191        |